# Олімпіан-Вілледж (Міссурі)
Олімпіан-Вілледж (англ. Olympian Village) — місто (англ. city) в США, в окрузі Джефферсон штату Міссурі. Населення — 719 осіб (2020).

## Географія
Олімпіан-Вілледж розташований за координатами 38°8′5″ пн. ш. 90°27′30″ зх. д. / 38.13472° пн. ш. 90.45833° зх. д. (38.134658, -90.458359).  За даними Бюро перепису населення США в 2010 році місто мало площу 1,48 км², уся площа — суходіл.

## Демографія
Згідно з переписом 2010 року, у місті мешкали 774 особи в 246 домогосподарствах у складі 201 родини. Густота населення становила 524 особи/км².  Було 264 помешкання (179/км²).
Расовий склад населення:
| - 97,3 % — білих - 0,5 % — азіатів - 0,4 % — чорних або афроамериканців - 0,3 % — корінних американців |

До двох чи більше рас належало 1,2 %. Частка іспаномовних становила 1,6 % від усіх жителів.
За віковим діапазоном населення розподілялося таким чином: 30,9 % — особи молодші 18 років, 63,3 % — особи у віці 18—64 років, 5,8 % — особи у віці 65 років та старші. Медіана віку мешканця становила 32,2 року. На 100 осіб жіночої статі у місті припадало 91,6 чоловіків;  на 100 жінок у віці від 18 років та старших — 91,1 чоловіків також старших 18 років.
Середній дохід на одне домашнє господарство  становив 47 384 долари США (медіана — 39 286), а середній дохід на одну сім'ю — 50 651 долар (медіана — 42 188). Медіана доходів становила 41 875 доларів для чоловіків та 20 625 доларів для жінок. За межею бідності перебувало 28,0 % осіб, у тому числі 40,1 % дітей у віці до 18 років та 21,3 % осіб у віці 65 років та старших.
Цивільне працевлаштоване населення становило 250 осіб. Основні галузі зайнятості: роздрібна торгівля — 19,2 %, освіта, охорона здоров'я та соціальна допомога — 19,2 %, мистецтво, розваги та відпочинок — 15,2 %, виробництво — 13,2 %.